# Bryophaenocladius xanthogyne
Bryophaenocladius xanthogyne är en tvåvingeart som först beskrevs av Edwards 1929.  Bryophaenocladius xanthogyne ingår i släktet Bryophaenocladius och familjen fjädermyggor. Arten är reproducerande i Sverige. Inga underarter finns listade i Catalogue of Life.